# Grundlagen der Mathematik

Grundlagen der Mathematik (Français: Fondements des Mathématiques) est une œuvre en deux volumes de David Hilbert et Paul Bernays. Initialement publié en 1934 et 1939, cette œuvre présente des idées mathématiques fondamentales et introduit l'arithmétique du second ordre[réf. souhaitée].

## Historique de publication
- 1934/1939 (Vol. I, II) Première édition Allemande, Springer
- 1944 Réimpression de la première édition par J. W. Edwards, Ann Arbor, Michigan.
- 1968/1970 (Vol. I, II) Deuxième édition allemande révisée, Springer
- 1979/1982 (Vol. I, II) Traduction russe de 1968/1970, Nauka Publ., Moscou
- 2001/2003 (Vol. I, II) Traduction française, L’Harmattan, Paris
- 2011/2013 (Parties A et B du Vol. I, préfaces et sections 1-5) Traduction anglaise de 1968 et 1934.
- Le Hilbert Bernays Project est en train de produire une traduction anglaise.